# Vehicul multicarburant

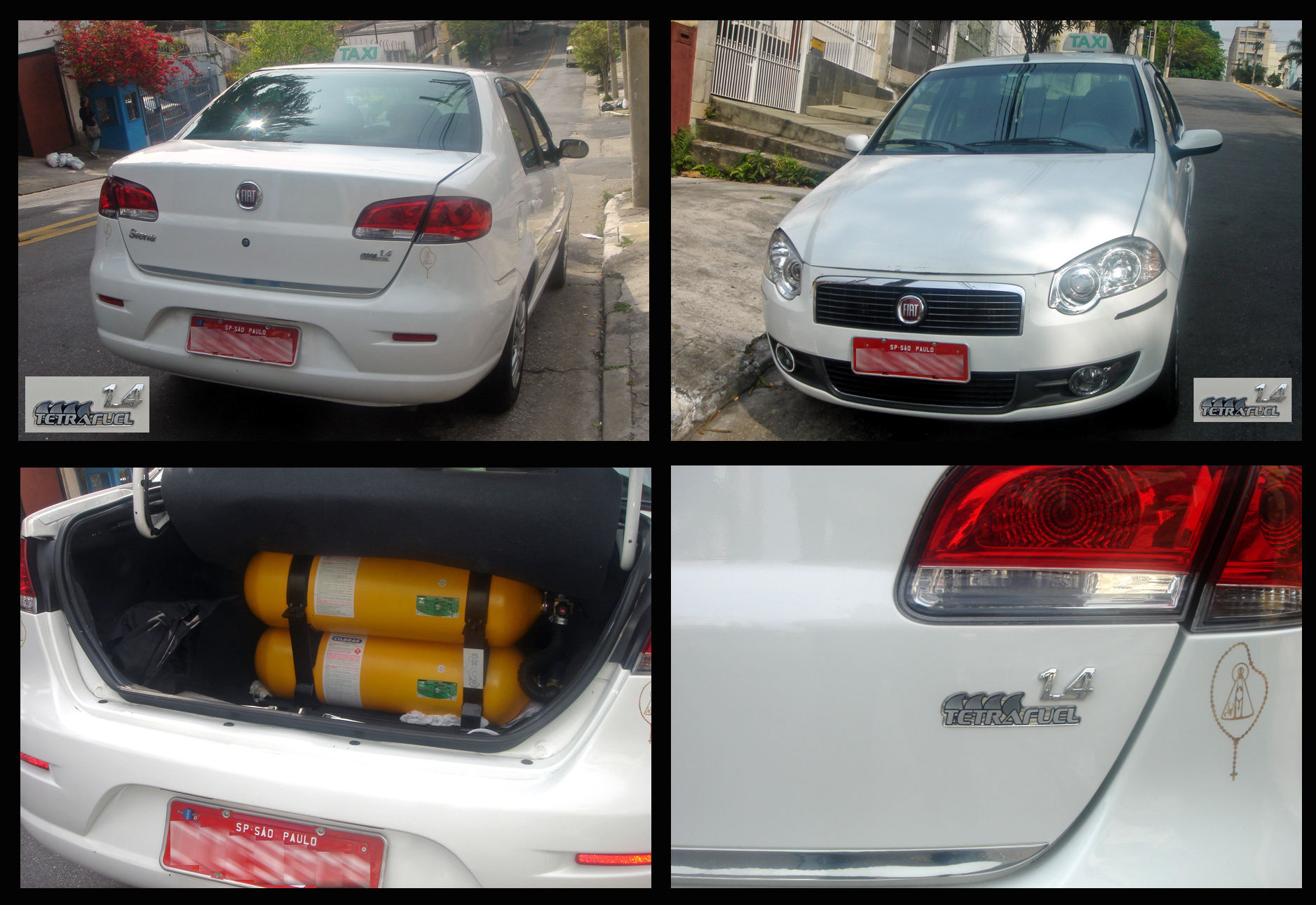
Fiat Siena TetraFuel, un vehicul multicarburant

Un vehicul multicarburant sau un vehicul cu combustibil dublu (numit în mod colocvial vehicul flex-fuel) este un tip de vehicul proiectat să funcționeze cu mai mult de un combustibil, de obicei benzină amestecată fie cu etanol, fie cu metanol, iar ambii combustibili sunt stocați în același rezervor comun. Motoarele moderne cu combustibil flexibil sunt capabile să ardă orice proporție din amestecul rezultat în camera de ardere, deoarece injecția de combustibil și sincronizarea scânteii sunt ajustate automat în funcție de amestecul real detectat de un senzor de compoziție a combustibilului. Vehiculele cu combustibil flexibil se deosebesc de vehiculele cu două combustibili, în care doi combustibili sunt stocați în rezervoare separate, iar motorul funcționează cu un combustibil odată, de exemplu, gaz natural comprimat (GNC), gaz petrolier lichefiat (GPL) sau hidrogen.